# Liste der in der NS-Zeit an die Goethe-Universität zwangsversetzten Wissenschaftler
Die Liste der in der NS-Zeit an die Goethe-Universität strafversetzten Wissenschaftler umfasst jüdische oder aus anderen Gründen nicht genehme Professoren, die 1933/34 von anderen Universitäten an die Goethe-Universität (JWGU) abgeschoben worden waren. Dahinter stand die Hoffnung, sie im Falle einer angedachten Schließung der JWGU endgültig aus dem akademischen Leben entfernen zu können.

## Das Schicksal strafversetzter jüdischer und/oder politisch missliebiger Wissenschaftler
Zum Hintergrund der Verfolgungen und Vertreibungen sowie zu deren administrativen Absicherungen siehe:

## Kurzbiographien
Die folgenden Personen wurden 1934 an die Goethe-Universität strafversetzt:
- Heinrich Hoeniger – Gerhart Husserl – Richard Kroner – Wolfgang Liepe – Eugen Rosenstock-Huessy – Fritz Schulz

Soweit nachfolgend keine anderen Quellen benannt sind, beruhen alle Angaben auf dem Buch Die Juden der Frankfurter Universität von  Renate Heuer und Siegbert Wolf.
| Name                    | gelebt von/bis | Status bei der Entfernung aus der Universität | Entlassung und Entlassungsgründe | unmittelbare und mittelbare Folgen der Entlassung | Folgen und Entwicklungen ab 1945 |
| Heinrich Hoeniger       | 1879 – 1961    | Hoeniger war seit 1932 Ordentlicher Professor für Bürgerliches Recht, Arbeitsrecht und Handelsrecht an der Universität Kiel.                                                          | Am 1. Mai 1934 erfolgte Hoenigers Zwangsversetzung von Kiel nach Frankfurt. | Hoeniger hielt in Frankfurt keine Lehrveranstaltungen und wurde 1935 endgültig entlassen; im Februar 1936 folgte der Entzug der Lehrbefugnis. 1938 emigrierte Hoeniger in die USA und wurde dort Jura-Professor. | 1947 und 1949 Gastvorlesungen in Deutschland, seit 1948 Emeritus der Universität Kiel und 1950 auch am Hunter College. 1950 Rückkehr nach Deutschland und von 1951 bis 1960 Gastprofessor in Frankfurt. Hoeniger war 1953 zum Ehrendoktor der Wirtschafts- und Sozialwissenschaftlichen Fakultät der JWGU ernannt worden, und seit 1959 war er Träger der Ehrenplakette der Stadt Frankfurt. |
| Gerhart Husserl         | 1893 – 1973    | Husserl war seit 1926 Ordinarius an der Rechts- und Staatswissenschaftlichen Fakultät der Universität Kiel.                                                                           | Obwohl formal Begünstigter des Frontkämpferprivilegs, wurde Husserl am 25. April 1933 in Kiel nach § 3 des Gesetzes zur Wiederherstellung des Berufsbeamtentums (BBG) beurlaubt.                                                                                            | Am 1. August 1933 wurde Husserl an die Universität Göttingen zwangsversetzt. Da die dortige juristische Fakultät es ablehnte, Husserl zu beschäftigen, wurde er zum 1. Mai 1934 an die JWGU versetzt. Husserl sah für sich weder in Göttingen noch in Frankfurt die Chance, wieder lehren zu dürfen und beantragte im Oktober 1934 in Frankfurt von sich aus seine Emeritierung, „in der Hoffnung, durch diesen Schritt zumindest noch dem Lehrkörper weiter angehören zu können“. Stattdessen wurde er aber zum 31. Dezember 1935 in den Ruhestand versetzt, worauf im Februar 1936 noch der Entzug der Lehrbefugnis folgte. Im Oktober 1936 emigrierte Husserl in die USA. Von 1938 bis 1940 begleitete er eine Gastprofessur an der University of Virginia und war im Anschluss daran bis 1948 ordentlicher Professor für amerikanisches Recht „an der Universität Washington“. | Husserl war 1941 US-amerikanischer Staatsbürger geworden. 1946/47 arbeitete er in der Rechtsabteilung der Amerikanischen Militärverwaltung in Berlin, von 1948 bis 1952 beim US-Hochkommissariat für Deutschland in Berlin und Frankfurt. 1952 kehrte Husserl nach Deutschland zurück und strengte ein Wiedergutmachungsverfahren an. „Die Universität Frankfurt zahlt ihm daraufhin die Emeritusbezüge rückwirkend ab 1950. In den folgenden Jahren lehrt er als Gastprofessor an den Universitäten Köln und Freiburg, bevor er sich aus dem Berufsleben zurückzieht.“ |
| Richard Kroner          | 1884 – 1974    | Der Philosoph Kroner war seit 1929 ordentlicher Professor an der Universität Kiel. Anders als Gerhart Husserl profitierte er 1933 zunächst vom Frontkämpferprivileg und blieb im Amt. | Am 15. Januar 1934 sprengen Studenten eine Vorlesung von Kroner und starten eine antisemitische Kampagne gegen ihn. In der Folge der Kieler Anfeindungen wurde Kroner unter Berufung auf § 5 BBG an die JWGU zwangsversetzt.                                                | In Frankfurt hat Kroner weder gelehrt noch taucht sein Name in den Vorlesungsverzeichnissen auf. Der Rektor habe ihm den Rat gegeben, einen Antrag auf Emeritierung zu stellen, was Kroner auch getan habe. Heuer Wolf (S. 232–235) verweisen auf Forschungssemester im Ausland in den Jahren 1934/35, die jedoch den Bemühungen galten, in Italien eine Anstellung zu finden. Am 1. Februar 1935 folgt Kroners Rückversetzung nach Kiel, wo er im März 1935 entpflichtet wurde. Er lebte danach in Berlin-Wannsee, bevor er am 8. November 1938 nach Großbritannien emigrierte und dort an verschiedenen Einrichtungen lehrte. Im Winter 1939 übersiedelte Kroner in die USA, wo er von 1941 an zunächst am Union Theological Seminary in the City of New York und 1952, dem Jahr seiner Emeritierung, an der Temple University in Chicago lehrte.                                | 1951 besuchte Kroner erstmals seit seiner Emigration wieder Deutschland und übernahm 1952 eine Gastprofessur in Kiel. In Kiel wurde Kroner auch wieder als Emeritus geführt und erhielt die entsprechenden Bezüge. |
| Wolfgang Liepe          | 1888 – 1962    | Liepe war seit 1928 ordentlicher Professor für Neuere deutsche Sprachen und Literatur an der Kieler Universität.                                                                      | Im März 1933 wurde gegen den mit einer Jüdin verheirateten Liepe der Vorwurf der Rassenschande erhoben. Im Zuge eines von ihm selbst angestrengten Ermittlungsverfahren wurde ihm dann "politische Unzuverlässigkeit" vorgeworfen und er im April 1933 vorläufig beurlaubt. | Liepe durfte nicht mehr auf seinen Lehrstuhl zurückkehren und wurde am 1. November 1934 als ordentlicher Professor an die JWGU zwangsversetzt. Sein Name stand im Vorlesungsverzeichnis, und Liepe hielt auch Veranstaltungen ab. 1936 wurde Liepe unter Verlust seiner Professur als Lehrbeauftragter nach Kiel zurück versetzt. 1939 kehrte Liepe von einer Vortragsreise in die USA nicht mehr nach Deutschland zurück und lehrte fortan an einem College in Yankton (South Dakota). | 1947 wurde Liepe Professor an der University of Chicago, wo er 1954 emeritiert wurde. Bereits seit 1952 weilte er wieder zu Gastvorlesungen in Kiel und Berlin und erhielt 1954 in Kiel seinen alten Lehrstuhl zurück. 1956 wurde er auch hier emeritiert. 1960 wurde Liepe der Kulturpreis der Stadt Kiel verliehen. |
| Eugen Rosenstock-Huessy | 1888 – 1973    | Der Rechtshistoriker und Soziologe Rosenstock-Huessy war seit 1931 ordentlicher Professor in Breslau.                                                                                 | In Breslau wurde er 1933 nach § 3 BBG beurlaubt | Obwohl Rosenstock-Huessy von sich aus bereits am 1. Februar 1933 sein Lehramt niedergelegt hatte, wurde er mit einem Erlass vom 27. August 1934 mit Wirkung zum 1. Oktober 1934 als ordentlicher Professor und als Direktor des Rechtswissenschaftlichen Seminars an die Universität Frankfurt berufen. Dieser Erlass wurde dann am 3. Dezember 1934 rückwirkend zum 1. Dezember wieder aufgehoben – ohne dass Rosenstock-Huessy diese Stelle je angetreten hätte. Er war bereits 1933 über die Niederlande in die USA emigriert, kehrte aber 1935 noch einmal kurz nach Deutschland zurück. Von 1936 bis 1957 war er Professor am Dartmouth College in Hanover, New Hampshire. | Seit 1950 übernahm Rosenstock-Huessy wieder Gastprofessuren an deutschen Universitäten, war 1952 Berater für Erwachsenenbildung in Bayern und 1960/61 Direktor des Amerika-Instituts der Universität Köln. Er wurde mit mehreren Ehrendoktoraten ausgezeichnet, und 1963 wurde zu seinem 75. Geburtstag die Eugen Rosenstock-Huessy Gesellschaft gegründet. |
| Fritz Schulz            | 1879 – 1957    | Der Rechtshistoriker Schulz war seit 1931 ordentlicher Professor in Berlin. | Nach der nationalsozialistischen Machtübernahme wurde Fuchs das Notariat entzogen, und vom Herbst 1933 an wurde ihm aus politischen Gründen die Lehre untersagt. | Zum 1. Mai 1934 wurde Schulz als ordentlicher Professor an die Frankfurter Universität versetzt. Diese Versetzung wurde durch einen weiteren Erlass zum 1. Dezember 1934 aufgehoben und Schulz nach Berlin zurückversetzt. Für das laufende Wintersemester wurde er beurlaubt und dann zu dessen Ende entlassen. Die Entpflichtung folgte zum 31. Mai 1935. Schulz versuchte erfolglos, eine Professur im Ausland zu erhalten. 1939 emigrierte er zusammen mit seiner Ehefrau nach Großbritannien. „Ohne Stelle und Lehramt, notdürftig unterstützt durch Oxford University Press, die Rockefeller Foundation und das Balliol College, [enfaltete Fuchs in Oxford] eine intensive Forschungstätigkeit.“ | Schulz, der 1947 britischer Staatsbürger geworden war, übernahm 1950 eine Gastprofessur an der JWGU und danach an der Universität Bonn. Dort wurde er 1951 zum Honorarprofessor ernannt. |